# Maringá
Maringá (/mɐɾĩˈɡa/ ) est une ville du sud du Brésil. Avec environ 400 000 habitants en 2020, elle est la troisième plus grande ville de l'État du Paraná. Surnommée La Ville Verte (Cidade Verde), Maringá se distingue par son vaste patrimoine naturel, comprenant 21 zones protégées, dont 14 parcs, et plus de 150 000 arbres bordant ses rues. Grâce à ses efforts en préservation environnementale, elle a reçu en 2022 le titre de Ville Arborée du Monde de l'Organisation des Nations unies (ONU).

## Description
Fondée en 1947, au beau milieu de la forêt Atlantique, par l'entreprise de capital anglais, la Paraná Plantations (devenue Companhia de Terras Norte do Paraná lorsque des Brésiliens l'ont achetée), la ville de Maringá est connue par ses larges trottoirs boisés et ses réserves forestières héritées du plan conçu par Jorge Macedo Vieira, suivant certains principes de cité-jardin proposé par Ebenezer Howard.
La fertilité du sol confirmé par l'exubérance de la forêt a attiré des migrants du sud et du nord du pays. Rapidement, la ville est devenue la 4e ville la plus importante de l'État du Paraná. Le plan initial de Vieira devenu insuffisant, des lotissements l'ont agrandi jusqu'aux limites avec les villes de Sarandi, Paiçandu et Marialva. Cette agglomération a servi comme principal argument pour la création de la Região Metropolitana de Maringá en 2004.

## Jumelages
| Ville | Ville                     | Pays | Pays      | Période                     |
| ----- | ------------------------- | ---- | --------- | --------------------------- |
|       | Caserte                   |      | Italie    | depuis le 12 mai 2000       |
|       | district de Heping        |      | Chine     | depuis le 22 septembre 2009 |
|       | Kakogawa                  |      | Japon     | depuis le 5 octobre 1972    |
|       | Leiria                    |      | Portugal  | depuis le 5 novembre 1982   |
|       | Pombal                    |      | Brésil    | depuis le 14 novembre 2001  |
|       | San Martín (Buenos Aires) |      | Argentine | depuis le 8 novembre 1993   |
|       | Yongzhou                  |      | Chine     | depuis le 16 février 2023   |